# Цянь Ци
Цянь Ци (кит. трад. 錢起, упр. 钱起, пиньинь Qián Qǐ; 710—782) — китайский поэт времён эпохи Тан. Жил в Хучжоуской области. Входил в группу Десять талантов периода Дали (766—779).
Три его произведения входят в антологию Триста танских поэм. В XX веке на Западе его часто путали с поэтом Чжан Цзи, вторым именем которого было Цянь Ци.
Стихотворения поэта были использованы в «Песне о земле» (часть 2) Густава Малера и произведении (Op. 35) Альбер Русселя.

## Творчество
「湘靈鼓瑟」

秋汉飞玉霜，北风雪荷香。

含情纺织孤灯尽，拭泪相思寒漏长。

檐前碧云静如水，月吊栖乌啼雁起。

谁家少妇事鸳机，锦幕云屏深掩扉。

白玉窗中闻落叶，应怜寒女独无依。
Духи реки Сян играют на Сэ

В искусных пальцах

   звуки сэ узорной

Таят в себе

   мотивы духа девы,

Хотя Пин И

   от них кружился в танце,

Но гостю в Чу

   не вынести напева.

От скорби станут

   льдом металл и камень,

И звуки чистые

   в ночной дали звучат:

Они пришли

   в Цанъу оплакать мужа,

Там ирис белый

   льет свой аромат.

Меж берегов

   струится тихо Сяо,

Печально ветер

   веет на Дунтине.

Никто не видел

   до конца напева,

Что потемнели

   над рекой вершины.
 Перевод Л. Меньшикова